# Анголо-Терме
Анголо-Терме, Анґоло-Терме (італ. Angolo Terme) — муніципалітет в Італії, у регіоні Ломбардія, провінція Брешія.
Анголо-Терме розташоване на відстані близько 490 км на північний захід від Рима, 90 км на північний схід від Мілана, 45 км на північ від Брешії.
Населення — 2459 осіб (2014).

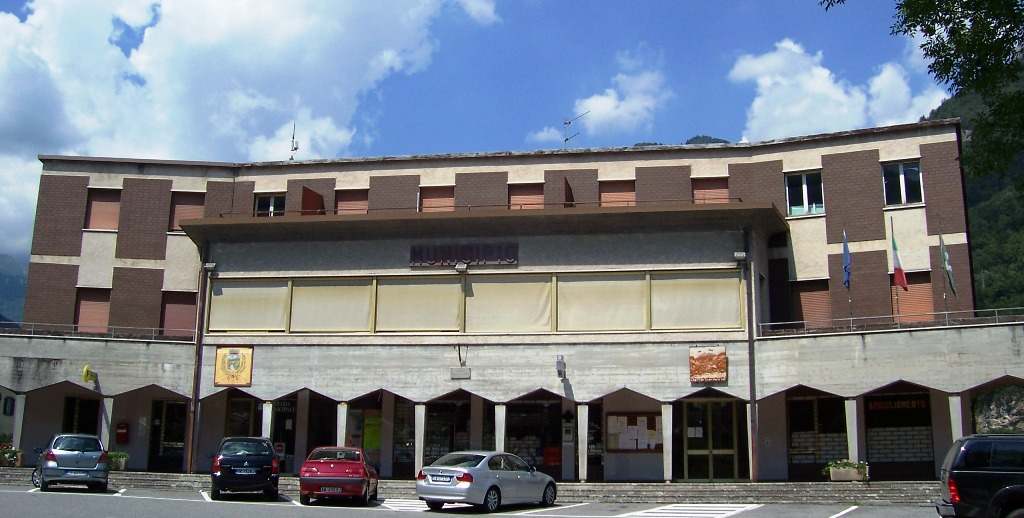

Щорічний фестиваль відбувається 7 серпня. Покровитель — святий мученик Лаврентій.

## Демографія
Населення за роками:

Станом на 1 січня 2023 року в муніципалітеті офіційно проживало 109 іноземців з 22 країн, серед них 58 громадян країн Євросоюзу та 6 громадян України.

## Сусідні муніципалітети
- Аццоне
- Борно
- Кастьоне-делла-Презолана
- Колере
- Дарфо-Боаріо-Терме
- П'янконьо
- Роньо